# Rudgea crassipetiolata
Rudgea crassipetiolata là một loài thực vật có hoa trong họ Thiến thảo. Loài này được Zappi mô tả khoa học đầu tiên năm 2006.